# Tectaria subcordata
Tectaria subcordata är en ormbunkeart som beskrevs av Holtt. Tectaria subcordata ingår i släktet Tectaria och familjen Tectariaceae. Inga underarter finns listade.